# الشاب عزيز
الشاب عزيز (1968-20 سبتمبر 1996)، مغني وعازف جزائري ولد في قسنطينة شرق الجزائر العاصمة. اشتهر بأداءه لأغاني باللهجات المحلية الجزائرية ذات الطابع السطايفي والشاوي وكان مشهورًا في جميع أنحاء شمال إفريقيا.

## حياته
ولد الشاب عزيز (اسمه الحقيقي بوجمعة بشيري) في قسنطينة شرق الجزائر العاصمة في حي الأمير عبد القادر ( الفوبور)، كان يحظى بشعبية كبيرة لدى الجمهور الجزائري بسبب غنائه الملتزم والمحترم وكان يؤدي الأغنية الشاوية والسطايفية الملتزمة. في ديسمبر 1994 تزوج من الفنانة سلمى وأنجب منها ابنتهما منيل.

## مقتله
اختطف الشاب عزيز من قبل مجموعة مسلحة مكونة من أربعة رجال في نهاية حفل زفاف كان قد أحياه للتو مع فرقته في حي الأمير عبد القادر وسط قسنطينة. وفي 20 سبتمبر 1996 عثر عليه مقتولًا في قسنطينة، وكان رابع مطرب يقتل بشكل غامض (بعد نجم الراي الشاب حسني الذي اغتيل في وهران في أيلول 1994، ورشيد بابا أحمد وهو مغني ومنتج موسيقى الراي قتل في 15 فبراير 1995، و ليلى عمارة وهي مغنية قبايلية قتلت بالرصاص مع زوجها بالقرب من الجزائر العاصمة في شهر أغسطس من نفس العام).
اعتبرت الجماعة المسلحة التي اغتالته أن أغانيه هي نوع من التجديف والكفر وأنها تتطرق لموضوعات تتعلق بالجنس والشرب.
دفن الشاب عزيز في مقبرة جبل الوحش بقسنطينة بحضور السلطات المحلية و خلّف موته حزنا رهيبا في نفوس أفراد عائلته (عائلتا شني وبشيري) كان اغتياله سببا في هجرة المغنيين الجزائريين نحو الخارج وخصوصا فرنسا.

## أشهر أغانيه
- يالجمالة
- لهوى ودرارة
- روحي بسلامة والله ماننساك
- راني مغدور

## روابط خارجية
- الشاب عزيز على موقع ميوزك برينز (الإنجليزية)
- الشاب عزيز على موقع ديسكوغز (الإنجليزية)